# Келлі Маккормік
Келлі Маккормік (англ. Kelly McCormick, 13 лютого 1960) — американська стрибунка у воду.
Призерка Олімпійських Ігор 1984, 1988 років.
Переможниця Панамериканських ігор 1983, 1987 років.